# روبن ولز
روبن ولز (بالإنجليزية: Robin Wells)‏ هي اقتصادية وكاتِبة أمريكية، ولدت في 1959.